# Sheila Scott Macintyre
Sheila Scott Macintyre (née Sheila Scott, 23 avril 1910 - 21 mars 1960) est une mathématicienne écossaise connue pour son travail sur les constantes de Whittaker. Elle est également connue pour avoir co-écrit un dictionnaire allemand-anglais de mathématiques avec Edith Witte.

## Biographie
Sheila Scott est née à Édimbourg, en Écosse, le 23 avril 1910, de James Alexander Scott et Helen Myers Meldrum. Elle a étudié à la Trinity Academy (en) à Édimbourg, période au cours de laquelle son père a été nommé recteur de l'Académie. Entre 1926 et 1928, elle a étudié au Edimbourg Ladies' College (devenu depuis The Mary Erskine School) où elle a obtenu son baccalauréat en Mathématiques. Elle a étudié à l'Université d'Édimbourg, et a obtenu en 1932 une maîtrise en Mathématiques et en philosophie naturelle. Par la suite, elle a poursuivi ses études de premier cycle au Girton College, Cambridge, et y a suivi le Tripos. Dans sa dernière année à l'université de Cambridge, elle a entrepris un projet de recherche sous la supervision de Marie Cartwright. Elle en a tiré son premier ouvrage publié sur les périodes asymptotiques des fonctions intégrales. 
Scott a enseigné les mathématiques dans différentes écoles entre 1934 et 1940. Au cours de cette période Edmund Whittaker a présenté Scott à son confrère le mathématicien Archibald James Macintyre. Sheila et Archibald se sont mariés en 1940, et peu de temps après Sheila Scott a été nommée en tant que professeur assistante à l'Université d'Aberdeen, où son mari était déjà enseignant. Pendant ce temps, elle a commencé à travailler sur sa thèse de doctorat. Alors enceinte de son deuxième enfant, elle a cessé son activité d'enseignement mais a poursuivi ses recherches. Elle a obtenu son doctorat à Aberdeen en 1947 sur le sujet Some Problems in Interpolatory Function Theory (Quelques problèmes sur la théorie des fonctions interpolantes) sous la direction d'Edward Maitland Wright.
Entre 1947 et 1958, elle a publié une dizaine d'articles de recherche pendant une période où le couple a eu trois enfants: Alister William Macintyre (né en 1944), Douglas (né en 1946 - est décédé en 1948 d'une entérite) et Susan Elizabeth Macintyre Cantey (né en 1950). En 1956, elle a publié avec Edith Witte le dictionnaire German-English Mathematical Vocabulary.
En 1958, la famille a émigré à Cincinnati, aux États-Unis, où Sheila Macintyre et son mari Archibald ont tous deux accepté des postes de professeurs invités à l'Université de Cincinnati. En 1958, elle a été élue Fellow de la Royal Society of Edinburgh.
Sheila Scott Macintyre est décédée en 1960 à Cincinnati après une longue bataille contre le cancer du sein.
Mary Cartwright a écrit dans sa nécrologie « Chacun se souvient d'elle comme d'une enseignante exceptionnellement claire, et une excellente professeure portant un intérêt chaleureux mais réaliste pour chacun de ses étudiants et aussi comme une collègue charmante, serviable et souvent amusante. »